# Angraecum melanostictum
Angraecum melanostictum är en orkidéart som beskrevs av Rudolf Schlechter. Angraecum melanostictum ingår i släktet Angraecum och familjen orkidéer. Inga underarter finns listade i Catalogue of Life.